# Birger Ekstedt
Birger Erik Ekstedt, född 19 december 1921 i Sundsvall, död 5 juli 1972 i Österlövsta, var en svensk politiker (kristdemokrat), präst och partiledare (1964–1972).
Birger Ekstedt började sin politiska bana som kulturkonservativ företrädare inom Högern; han var en tid ombudsman i Uppland och hade en regelbunden spalt i Högerns Ungdomsförbunds organ Ungsvensk Lösen 1957–1961. Efter att ha förlorat en strid kring 1956 års principprogram engagerade sig Birger Ekstedt i Högerns kulturråd, och blev dess sekreterare. Det var där han träffade Lewi Pethrus, som var rådets vice ordförande. Detta var ett uppdrag som Pethrus värvats till av sin vän Jarl Hjalmarson.
När Kristet Samhällsansvar (KSA) bildades 1955 blev han organisationens sekreterare. KSA var ett sällskap som ville påverka alla politiska partier i kristen riktning, stoppa det som man uppfattade som det moraliska och etiska förfallet, avkristningen m m. I detta sällskap fanns också bland annat Lewi Pethrus (KDS initiativtagare), högerledaren och senare landshövdingen Jarl Hjalmarson, biskop Sven Danell, statsvetaren Åke Gafvlin, lektorn Sven Enlund samt Lewi Pethrus vän socialdemokraten och pastor primarius i Storkyrkan Åke Zetterberg. En del av de ledande KSA-medlemmarna engagerade sig sedan i KDS när det bildades.
När Ekstedt prästvigdes 1961 lämnade han delvis partipolitiken och började i stället arbeta som pastorsadjunkt i Lövstabruk i Österlövsta församling, samtidigt som han var medlem och aktiv i KSA. När planerna på Kristen Demokratisk Samling började ta mer konkret karaktär erbjöds Birger Ekstedt posten som partiledare av Lewi Pethrus, en position som han behöll till sin död 1972, den siste partiledaren för ett (sedermera) riksdagsparti att avlida på posten undantaget Olof Palme. Ekstedt anses ha verkat som det nya partiets främste ideolog. Ekstedt var också känd för sin talekonst, taktiska förmåga och sitt strategiska tänkande. Han efterträddes som partiledare av den betydligt yngre Alf Svensson.
Hans grav finns på Lövstabruks kyrkogård i norra Uppland.